# Schietsport op de Olympische Zomerspelen 1988
De schietsport is een van de sporten die beoefend werden tijdens de Olympische Zomerspelen 1988 in Seoel.

## Heren

### kleinkalibergeweer 50 m drie houdingen
| rang   | sporter                | land | score | finale | totaal |
| ------ | ---------------------- | ---- | ----- | ------ | ------ |
| Goud   | Malcolm Cooper         | GBR  | 1180  | 99.3   | 1279.3 |
| Zilver | Alister Allan          | GBR  | 1181  | 94.6   | 1275.6 |
| Brons  | Kirill Ivanov          | URS  | 1173  | 102.0  | 1275.0 |
| 4      | Klavs Jørn Christensen | DEN  | 1177  | 96.6   | 1273.6 |
| 5      | Glenn Dubis            | USA  | 1174  | 99.5   | 1273.5 |
| 6      | Gratsja Petikjan       | URS  | 1173  | 99.2   | 1272.2 |
| 7      | Harald Stenvaag        | NOR  | 1173  | 98.7   | 1271.7 |
| 8      | Goran Maksimović       | YUG  | 1173  | 98.5   | 1271.5 |

### kleinkalibergeweer 50 m liggend
| rang   | sporter          | land | score | finale | totaal |
| ------ | ---------------- | ---- | ----- | ------ | ------ |
| Goud   | Miroslav Varga   | TCH  | 600   | 103.9  | 703.9  |
| Zilver | Cha Young-chul   | KOR  | 598   | 104.8  | 702.8  |
| Brons  | Attila Záhonyi   | HUN  | 597   | 104.9  | 701.9  |
| 4      | Pavel Soukeník   | TCH  | 598   | 103.2  | 701.2  |
| 5      | Alister Allan    | GBR  | 598   | 102.9  | 700.9  |
| 6      | Xu Xiaoguang     | CHN  | 597   | 103.6  | 700.6  |
| 7      | Bernd Rücker     | FRG  | 597   | 103.5  | 700.5  |
| 8      | Michael Ashcroft | CAN  | 597   | 101.5  | 698.5  |

### luchtgeweer 10 m
| rang   | sporter           | land | score | finale | totaal |
| ------ | ----------------- | ---- | ----- | ------ | ------ |
| Goud   | Goran Maksimović  | YUG  | 594   | 101.6  | 695.6  |
| Zilver | Nicolas Berthelot | FRA  | 593   | 101.2  | 694.2  |
| Brons  | Johann Riederer   | FRG  | 592   | 102.0  | 694.0  |
| 4      | Robert Foth       | USA  | 591   | 101.5  | 692.5  |
| 5      | Harald Stenvaag   | NOR  | 591   | 101.0  | 692.0  |
| 6      | Attila Záhonyi    | HUN  | 591   | 100.4  | 691.4  |
| 7      | An Byung-kyun     | KOR  | 590   | 100.7  | 690.7  |
| 8      | Andreas Wolfram   | GDR  | 591   | 98.8   | 689.8  |

### vrij pistool 50 m
| rang   | sporter         | land | score | finale | totaal |
| ------ | --------------- | ---- | ----- | ------ | ------ |
| Goud   | Sorin Babii     | ROU  | 566   | 94     | 660    |
| Zilver | Ragnar Skanåker | SWE  | 564   | 93     | 657    |
| Brons  | Igor Basinski   | URS  | 570   | 87     | 657    |
| 4      | Tanjoe Kirjakov | BUL  | 566   | 90     | 656    |
| 5      | Gernot Eder     | GDR  | 561   | 93     | 654    |
| 6      | Gyula Karácsony | HUN  | 564   | 90     | 654    |
| 7      | Arndt Kaspar    | FRG  | 562   | 89     | 651    |
| 8      | Wang Yifu       | CHN  | 563   | 88     | 651    |

### luchtpistool 10 m
| rang   | sporter          | land | score | finale | totaal |
| ------ | ---------------- | ---- | ----- | ------ | ------ |
| Goud   | Tanjoe Kirjakov  | BUL  | 585   | 102.9  | 687.9  |
| Zilver | Erich Buljung    | USA  | 590   | 97.9   | 687.9  |
| Brons  | Xu Haifeng       | CHN  | 584   | 100.5  | 684.5  |
| 4      | Sorin Babii      | ROU  | 588   | 95.3   | 683.3  |
| 5      | Igor Basinski    | URS  | 583   | 100.2  | 683.2  |
| 6      | Miroslav Růžička | TCH  | 582   | 99.4   | 681.4  |
| 7      | Jerzy Pietrzak   | POL  | 582   | 96.3   | 678.3  |
| 8      | Boris Kokorev    | URS  | 581   | 96.3   | 677.3  |

### snelvuurpistool 25 m
| rang   | sporter           | land | score | finale | totaal |
| ------ | ----------------- | ---- | ----- | ------ | ------ |
| Goud   | Afanasijs Kuzmins | URS  | 598   | 100    | 698    |
| Zilver | Ralf Schumann     | GDR  | 597   | 99     | 696    |
| Brons  | Zoltán Kovács     | HUN  | 594   | 99     | 693    |
| 4      | Alberto Sevieri   | ITA  | 596   | 97     | 693    |
| 5      | Adam Kaczmarek    | POL  | 595   | 96     | 691    |
| 6      | Bernardo Tobar    | COL  | 593   | 97     | 690    |
| 7      | John McNally      | USA  | 597   | 93     | 690    |
| 8      | Dirk Köhler       | FRG  | 591   | 98     | 689    |

### lopend schijf 50 m
| rang   | sporter              | land | score | finale | totaal |
| ------ | -------------------- | ---- | ----- | ------ | ------ |
| Goud   | Tor Heiestad         | NOR  | 591   | 98     | 689    |
| Zilver | Huang Shiping        | CHN  | 589   | 98     | 687    |
| Brons  | Gennadi Avramenko    | URS  | 591   | 95     | 686    |
| 4      | Ján Kermiet          | TCH  | 588   | 91     | 679    |
| 5      | András Doleschall    | HUN  |       |        | 588    |
| 6      | Attila Solti         | HUN  |       |        | 588    |
| 7      | Thomas Pfeffer       | GDR  |       |        | 587    |
| 8      | Christian Stützinger | FRG  |       |        | 586    |

## Dames

### kleinkalibergeweer 50 m drie houdingen
| rang   | sporter                | land | score | finale | totaal |
| ------ | ---------------------- | ---- | ----- | ------ | ------ |
| Goud   | Sylvia Sperber         | FRG  | 590   | 95.6   | 685.6  |
| Zilver | Vessela Letsjeva       | BUL  | 583   | 100.2  | 683.2  |
| Brons  | Valentina Tsjerkassova | URS  | 586   | 95.4   | 681.4  |
| 4      | Katja Klepp            | GDR  | 584   | 96.5   | 680.5  |
| 5      | Sharon Bowes           | CAN  | 584   | 96.5   | 680.5  |
| 6      | Anna Maloekhina        | URS  | 585   | 93.4   | 678.4  |
| 7      | Launi Meili            | USA  | 582   | 94.5   | 676.5  |
| 8      | Anita Karlsson         | SWE  | 583   | 93.4   | 676.4  |

### luchtgeweer 10 m
| rang   | sporter           | land | score | finale | totaal |
| ------ | ----------------- | ---- | ----- | ------ | ------ |
| Goud   | Irina Sjilova     | URS  | 395   | 103.5  | 498.5  |
| Zilver | Sylvia Sperber    | FRG  | 393   | 104.5  | 497.5  |
| Brons  | Anna Maloekhina   | URS  | 394   | 101.8  | 495.8  |
| 4      | Zhang Qiuping     | CHN  | 395   | 99.7   | 494.7  |
| 5      | Pirjo Peltola     | FIN  | 393   | 100.6  | 493.6  |
| 6      | Launi Meili       | USA  | 395   | 98.3   | 493.3  |
| 7      | Sharon Bowes      | CAN  | 394   | 99.1   | 493.1  |
| 8      | Gabriele Bühlmann | SUI  | 494   | 99.0   | 493.0  |

### sportpistool 25 m
| rang   | sporter             | land | score | finale | totaal |
| ------ | ------------------- | ---- | ----- | ------ | ------ |
| Goud   | Nino Saloekvadze    | URS  | 591   | 99     | 690    |
| Zilver | Tomoko Hasegawa     | JPN  | 587   | 99     | 686    |
| Brons  | Jasna Šekarić       | YUG  | 591   | 95     | 686    |
| 4      | Lieselotte Breker   | FRG  | 585   | 100    | 685    |
| 5      | Ágnes Ferencz       | HUN  | 585   | 100    | 685    |
| 6      | Kristina Fries      | SWE  | 586   | 99     | 685    |
| 7      | Evelyne Manchon     | FRA  | 586   | 98     | 684    |
| 8      | Marina Dobrantsjeva | URS  | 585   | 97     | 682    |

### luchtpistool 10 m
| rang   | sporter             | land | score | finale | totaal |
| ------ | ------------------- | ---- | ----- | ------ | ------ |
| Goud   | Jasna Šekarić       | YUG  | 389   | 100.5  | 489.5  |
| Zilver | Nino Saloekvadze    | URS  | 390   | 97.9   | 487.9  |
| Brons  | Marina Dobrantsjeva | URS  | 385   | 100.2  | 485.2  |
| 4      | Anne Goffin         | BEL  | 381   | 99.2   | 480.2  |
| 5      | Anke Völker         | GDR  | 383   | 96.3   | 479.3  |
| 6      | Liu Haiying         | CHN  | 380   | 96.9   | 476.9  |
| 7      | Lieselotte Breker   | FRG  | 386   | 90.0   | 476.0  |
| 8      | Christine Strahalm  | AUT  | 379   | 93.6   | 472.6  |

## Open

### trap
| rang   | sporter           | land | score | finale | totaal |
| ------ | ----------------- | ---- | ----- | ------ | ------ |
| Goud   | Dmitri Monakov    | URS  | 197   | 25     | 222    |
| Zilver | Miroslav Bednařík | TCH  | 197   | 25     | 222    |
| Brons  | Frans Peeters     | BEL  | 195   | 24     | 219    |
| 4      | Francisco Boza    | PER  | 195   | 24     | 219    |
| 5      | Bean van Limbeek  | NED  | 195   | 24     | 219    |
| 6      | Kazumi Watanabe   | JPN  | 195   | 21     | 216    |
| 7      | Urmas Saaliste    | URS  |       |        | 194    |
| 8      | Arimatti Nummela  | FIN  |       |        | 194    |

### skeet
| rang   | sporter                | land | score | finale | totaal |
| ------ | ---------------------- | ---- | ----- | ------ | ------ |
| Goud   | Axel Wegner            | GDR  | 198   | 24     | 222    |
| Zilver | Alfonso de Iruarrizaga | CHI  | 198   | 23     | 221    |
| Brons  | Jorge Guardiola Hay    | ESP  | 196   | 24     | 220    |
| 4      | Daniel Carlisle        | USA  | 197   | 23     | 220    |
| 5      | Zhang Weigang          | CHN  | 196   | 23     | 219    |
| 6      | Jürgen Raabe           | GDR  | 196   | 23     | 219    |
| 7      | Luca Scribani Rossi    | ITA  |       |        | 196    |
| 8      | Firmo Emilio Roberti   | ARG  |       |        | 196    |

## Medaillespiegel
| rang   | land                     | goud | zilver | brons | totaal |
| ------ | ------------------------ | ---- | ------ | ----- | ------ |
| 1      | Sovjet-Unie              | 4    | 1      | 6     | 11     |
| 2      | Joegoslavië              | 2    | 0      | 1     | 3      |
| 3      | Bondsrepubliek Duitsland | 1    | 1      | 1     | 3      |
| 4      | Bulgarije                | 1    | 1      | 0     | 2      |
| 4      | Groot-Brittannië         | 1    | 1      | 0     | 2      |
| 4      | DDR                      | 1    | 1      | 0     | 2      |
| 4      | Tsjecho-Slowakije        | 1    | 1      | 0     | 2      |
| 8      | Noorwegen                | 1    | 0      | 0     | 1      |
| 8      | Roemenië                 | 1    | 0      | 0     | 1      |
| 10     | China                    | 0    | 1      | 1     | 2      |
| 11     | Chili                    | 0    | 1      | 0     | 1      |
| 11     | Frankrijk                | 0    | 1      | 0     | 1      |
| 11     | Japan                    | 0    | 1      | 0     | 1      |
| 11     | Zuid-Korea               | 0    | 1      | 0     | 1      |
| 11     | Verenigde Staten         | 0    | 1      | 0     | 1      |
| 11     | Zweden                   | 0    | 1      | 0     | 1      |
| 17     | Hongarije                | 0    | 0      | 2     | 2      |
| 18     | België                   | 0    | 0      | 1     | 1      |
| 18     | Spanje                   | 0    | 0      | 1     | 1      |
| totaal | totaal                   | 13   | 13     | 13    | 39     |